# Ellighofen (Landsberg am Lech)
Ellighofen ist ein Stadtteil von Landsberg am Lech im gleichnamigen oberbayerischen Landkreis.

## Geographie
Das Kirchdorf liegt im Westen des Landkreises Landsberg am Lech, 8 km südwestlich von Landsberg am Lech, auf einer Höhe von 634 m ü. NN. Durch Ellighofen fließt der Wiesbach.
Der Ort war bis 1972 eine eigenständige Gemeinde. Im Zuge der kommunalen Neuordnung Bayerns wurde er zunächst in die Gemeinde Erpfting eingegliedert. Seit 1978 ist er Ortsteil der Stadt Landsberg am Lech.
Bis 1984 hatte Ellighofen einen Haltepunkt an der 1886 eröffneten Fuchstalbahn von Landsberg (Lech) nach Schongau. Ellighofen hat kein nennenswertes Gewerbe bzw. Gewerbegebiet. Nach langer Diskussion wurde 1999 in Ellighofen durch die Stadt Landsberg am Lech ein Bürgerhaus als Dorfzentrum geschaffen.

## Sehenswürdigkeiten
Das Ortsbild wird bestimmt durch die spätgotische Filialkirche St. Stephan. Am östlichen Dorfrand bzw. außerhalb des Dorfes befinden sich die Feldkapelle St. Rasso aus dem 17. Jahrhundert und die Feldkapelle Zur Schmerzhaften Muttergottes aus der zweiten Hälfte des 18. Jahrhunderts.

## Bodendenkmäler
Siehe: Liste der Bodendenkmäler in Landsberg am Lech